# Lijst van voetbalinterlands Nieuw-Zeeland - Oman
Deze lijst van voetbalinterlands is een overzicht van alle officiële voetbalwedstrijden tussen de nationale teams van Nieuw-Zeeland en Oman. De landen hebben tot op heden zeven keer tegen elkaar gespeeld, te beginnen met een vriendschappelijke wedstrijd op 1 oktober 1996 in Muscat. De laatste ontmoeting, eveneens een vriendschappelijke wedstrijd, vond plaats op 9 juni 2022 in Ar Rayyan (Qatar).

## Wedstrijden
| № | Plaats    | Datum            | Competitie        | Wedstrijd            | Uitslag |
| - | --------- | ---------------- | ----------------- | -------------------- | ------- |
| 1 | Muscat    | 1 oktober 1996   | Vriendschappelijk | Oman − Nieuw-Zeeland | 0 − 1   |
| 2 | Muscat    | 3 oktober 1996   | Vriendschappelijk | Oman − Nieuw-Zeeland | 1 − 2   |
| 3 | Muscat    | 22 juni 1999     | Vriendschappelijk | Oman − Nieuw-Zeeland | 1 − 0   |
| 4 | Muscat    | 24 juni 1999     | Vriendschappelijk | Oman − Nieuw-Zeeland | 2 − 2   |
| 5 | Shah Alam | 17 augustus 2000 | Vriendschappelijk | Oman − Nieuw-Zeeland | 0 − 1   |
| 6 | Seeb      | 12 november 2015 | Vriendschappelijk | Oman − Nieuw-Zeeland | 0 − 1   |
| 7 | Ar Rayyan | 9 juni 2022      | Vriendschappelijk | Oman − Nieuw-Zeeland | 0 − 0   |

## Samenvatting
| Competitie        | Totaal gespeeld | Winst Nieuw-Zeeland | Gelijk | Winst Oman | Doelsaldo Nieuw-Zeeland – Oman |
| ----------------- | --------------- | ------------------- | ------ | ---------- | ------------------------------ |
| Vriendschappelijk | 7               | 4                   | 2      | 1          | 7 − 4                          |
| Totaal            | 7               | 4                   | 2      | 1          | 7 − 4                          |

NZF · A-internationals · Bondscoaches · Statistieken · N-Zeelands vrouwenelftal · Olympisch elftal · N-Zeeland U21 · N-Zeeland U20 · N-Zeeland U19 · N-Zeeland U18 · N-Zeeland U17
1920 – 1949 ·
1950 – 1959 ·
1960 – 1969 ·
1970 – 1979 ·
1980 – 1989 ·
1990 – 1999 ·
2000 – 2009 ·
2010 – 2019 ·
2020 − 2029
WK 1982 ·
WK 2010
OS 2008 ·
OS 2012 ·
OS 2020
1922 · 
1923 · 
1924 · 
1925–1926 ·
1927 · 
1928–1932 ·
1933 · 
1934–1935 ·
1936 · 
1937 · 
1938–1945 ·
1946 · 
1947 · 
1948 · 
1949–1950 ·
1951 · 
1952 · 
1953 ·
1954 · 
1955 · 
1956 ·
1957 · 
1958 · 
1959 · 
1960 · 
1961 · 
1962 · 
1963 ·
1964 · 
1965–1966 ·
1967 · 
1968 · 
1969 · 
1970 · 
1971 · 
1972 · 
1973 · 
1975 · 
1976 · 
1977 · 
1978 · 
1979 · 
1980 · 
1981 · 
1982 · 
1983 · 
1984 · 
1985 · 
1986 · 
1987 · 
1988 · 
1989 · 
1990 · 
1991 · 
1992 · 
1993 · 
1994 · 
1995 · 
1996 · 
1997 · 
1998 · 
1999 · 
2000 · 
2001 · 
2002 · 
2003 · 
2004 · 
2005 · 
2006 · 
2007 · 
2008 · 
2009 · 
2010 · 
2011 · 
2012 · 
2013 ·
2014 ·
2015 ·
2016 ·
2017 ·
2018 ·
2019 ·
2020 ·
2021 ·
2022 ·
2023 ·
2024
Australië ·
Bahrein ·
Botswana ·
Brazilië ·
Canada ·
Chili ·
China ·
Colombia ·
Congo-Kinshasa ·
Cookeilanden ·
Costa Rica ·
Curaçao ·
Duitsland ·
Egypte ·
El Salvador ·
Engeland ·
Estland ·
Fiji ·
Frankrijk ·
Gambia ·
Georgië ·
Ghana ·
Griekenland ·
Honduras ·
Hongarije ·
Ierland ·
India ·
Indonesië ·
Irak ·
Iran ·
Israël ·
Italië ·
Jamaica ·
Japan ·
Jordanië ·
Kenia ·
Koeweit ·
Libanon ·
Litouwen ·
Maleisië ·
Marokko ·
Mexico ·
Myanmar ·
Nieuw-Caledonië ·
Noord-Ierland ·
Noorwegen ·
Oezbekistan ·
Oman ·
Papoea-Nieuw-Guinea ·
Paraguay ·
Peru ·
Polen ·
Portugal ·
Qatar ·
Rusland ·
Salomonseilanden ·
Samoa ·
Saoedi-Arabië ·
Schotland ·
Servië ·
Singapore ·
Slovenië ·
Slowakije ·
Soedan ·
Sovjet-Unie ·
Spanje ·
Tahiti ·
Taiwan ·
Tanzania ·
Thailand ·
Trinidad en Tobago ·
Tunesië ·
Turkije ·
Uruguay ·
Vanuatu ·
Venezuela ·
Verenigde Arabische Emiraten ·
Verenigde Staten ·
Wales ·
Wit-Rusland ·
Zuid-Afrika ·
Zuid-Korea ·
Zuid-Vietnam ·
Zweden
Italië (2010) ·
Schotland (1982) · 
Slowakije (2010)
OFA · A-internationals · Bondscoaches · Statistieken · Olympisch elftal · Oman U21 · Oman U20 · Oman U19 · Oman U18 · Oman U17
1970 – 1979 · 
1980 – 1989 · 
1990 – 1999 · 
2000 – 2009 · 
2010 – 2019 ·
2020 − 2029
1974 · 
1975 · 
1976 · 
1977 · 
1978 · 
1979 · 
1980 · 
1981 · 
1982 · 
1983 · 
1984 · 
1985 · 
1986 · 
1987 · 
1988 · 
1989 · 
1990 · 
1991 · 
1992 · 
1993 · 
1994 · 
1995 · 
1996 · 
1997 · 
1998 · 
1999 · 
2000 · 
2001 · 
2002 · 
2003 · 
2004 · 
2005 · 
2006 · 
2007 · 
2008 · 
2009 · 
2010 · 
2011 · 
2012 · 
2013 · 
2014 ·
2015 ·
2016 ·
2017 ·
2018 ·
2019 ·
2020 ·
2021 ·
2022 ·
2023
Afghanistan ·
Algerije ·
Australië ·
Azerbeidzjan ·
Bahrein ·
Bangladesh ·
Benin ·
Bhutan ·
Bosnië en Herzegovina ·
Brazilië ·
Bulgarije ·
Burkina Faso ·
Chili ·
China ·
Congo-Kinshasa ·
Costa Rica ·
Duitsland ·
Ecuador ·
Egypte ·
Estland ·
Filipijnen ·
Finland ·
Gabon ·
Guam ·
Haïti ·
Hongkong ·
Ierland ·
India ·
Indonesië ·
Irak ·
Iran ·
Japan ·
Jemen ·
Jordanië ·
Kazachstan ·
Kenia ·
Kirgizië ·
Koeweit ·
Kosovo ·
Laos ·
Letland ·
Libanon ·
Liberia ·
Libië ·
Macau ·
Malediven ·
Maleisië ·
Mali ·
Marokko ·
Mauritanië ·
Mozambique ·
Myanmar ·
Nepal ·
Nieuw-Zeeland ·
Noord-Korea ·
Noord-Macedonië ·
Noorwegen ·
Oezbekistan ·
Pakistan ·
Palestina ·
Paraguay ·
Qatar ·
Saoedi-Arabië ·
Senegal ·
Singapore ·
Slovenië ·
Soedan ·
Somalië ·
Sri Lanka ·
Syrië ·
Tadzjikistan ·
Taiwan ·
Thailand ·
Togo ·
Tunesië ·
Turkmenistan ·
Uruguay ·
Verenigde Arabische Emiraten ·
Verenigde Staten ·
Vietnam ·
Wit-Rusland ·
Zambia ·
Zimbabwe ·
Zuid-Korea ·
Zweden ·
Zwitserland